# بوكي بوب
بوكي بوب (بالإنجليزية: Bucky Pope) هو لاعب كرة قدم أمريكية أمريكي، ولد في 23 مارس 1941 في بيتسبرغ في الولايات المتحدة.

## وصلات خارجية
- بوكي بوب على موقع مرجع كرة القدم المحترفة.كوم (الإنجليزية)